# Herb Włodawy
Herb Włodawy – jeden z symboli miasta Włodawa w postaci herbu.

## Wygląd i symbolika
Herbem miasta jest rycerz na zielonej tarczy herbowej, ubrany w srebrzystą zbroję, posiadającą biały pióropusz przy hełmie. Ma on złoty miecz u boku i w prawej dłoni trzyma złotą kopię. Lewą rękę ma wspartą o staw biodrowy.